# Flan (Eda socken, Värmland, 665708-130926)
Flan är en sjö i Eda kommun i Värmland och ingår i Göta älvs huvudavrinningsområde. Sjön har en area på 0,226 kvadratkilometer och ligger 122,9 meter över havet. Sjön avvattnas av vattendraget Vaggeälven (Kivilampälven).

## Delavrinningsområde
Flan ingår i det delavrinningsområde (665810-130868) som SMHI kallar för Inloppet i Vällen. Medelhöjden är 168 meter över havet och ytan är 11,96 kvadratkilometer. Räknas de 12 avrinningsområdena uppströms in blir den ackumulerade arean 470,28 kvadratkilometer. Vaggeälven (Kivilampälven) som avvattnar avrinningsområdet har biflödesordning 3, vilket innebär att vattnet flödar genom totalt 3 vattendrag innan det når havet efter 316 kilometer. Avrinningsområdet består mestadels av skog (81 procent). Avrinningsområdet har 0,32 kvadratkilometer vattenytor vilket ger det en sjöprocent på 2,6 procent.